# Måneeffekten
Indholdet i denne artikel er en let forkortet oversættelse fra den engelske Wikipedia-artikel om Lunar effect.
Måneeffekten er en påstået ubevist sammenhæng mellem specifikke stadier i den ca. 29,5-dages månens cyklus og adfærd og fysiologiske ændringer hos levende væsener på jorden, herunder mennesker. I nogle tilfælde kan den påståede effekt afhænge af eksterne signaler, f.eks. mængden af månelys. I andre tilfælde, som f.eks. den omtrent månedlige menstruationscyklus hos mennesker (men ikke hos andre pattedyr), afspejler sammenfaldet i tidspunkterne ingen kendt indflydelse fra månen.
Et betydeligt antal undersøgelser har analyseret virkningen på mennesker. I slutningen af 1980'erne var der mindst 40 offentliggjorte undersøgelser om den påståede sammenhæng mellem månen ('luna' på latin) og skørhed ('lunacy' på engelsk), og mindst 20 offentliggjorte undersøgelser om den påståede sammenhæng mellem månen og fødselstal. Dette har gjort det muligt at udarbejde flere omfattende litteraturgennemgange og metaanalyser, som ikke har fundet nogen sammenhæng mellem månens cyklus og menneskers biologi eller adfærd.
Den udbredte og vedvarende forestilling om månens indflydelse kan bero på illusorisk korrelation - dvs. opfattelsen af en sammenhæng, som ikke eksisterer i virkeligheden. Hvad angår hvordan denne forestilling oprindeligt opstod, formoder en undersøgelse, at den påståede forbindelse mellem månen og sindssyge kan være et "kulturelt fossil" fra en tid før indførelsen af udendørs belysning, hvor fuldmånens skarpe lys kunne have fremkaldt søvnmangel hos folk, der boede udenfor, og derved udløste uberegnelig adfærd hos disponerede mennesker med psykiske tilstande som f.eks. bipolar lidelse.

## Kontekster
Påstande om en forbindelse til månen er blevet fremsat i følgende sammenhænge:

### Fertilitet
Det er en udbredt opfattelse, at månen har en sammenhæng med frugtbarhed på grund af den tilsvarende menneskelige menstruationscyklus, som i gennemsnit varer 28 dage. Der er dog ikke blevet påvist nogen sikker sammenhæng mellem månens rytme og menstruationens indtræden, og ligheden i længde mellem de to cyklusser er højst sandsynligt tilfældig.

### Fødselshyppighed
Flere undersøgelser har ikke fundet nogen sammenhæng mellem fødsesahyppighed og månefaser. En analyse fra 1957 af 9.551 fødsler i Danville, Pennsylvania, fandt ingen sammenhæng mellem fødselshyppigheden og månens fase.  Registreringer af 11.961 levende fødsler og 8.142 naturlige fødsler (ikke fremkaldt af medicin eller kejsersnit) over en fire-årig periode (1974-1978) på UCLA-hospitalet korrelerede ikke på nogen måde med månens faser. En analyse af 3.706 spontane fødsler (eksklusive induceret fødsler) i 1994 viste ingen sammenhæng med månens faser. Fordelingen af 167.956 spontane vaginale fødsler, ved 37 til 40 ugers graviditet, i Phoenix, Arizona, mellem 1995 og 2000, viste ingen sammenhæng med månens faser. En analyse af 564.039 fødsler (1997 til 2001) i North Carolina viste ingen forudsigelig indflydelse af månens cyklus på fødsler eller komplikationer. En analyse af 6.725 fødsler (2000 til 2006) i Hannover viste ingen signifikant sammenhæng mellem fødselstal og månens faser. En analyse fra 2001 af 70.000.000.000 fødselsprotokoller fra USAs National Center for Health Statistics viste ingen sammenhæng mellem fødselsrate og månens faser. En omfattende gennemgang af 21 undersøgelser fra syv forskellige lande viste, at størstedelen af undersøgelserne ikke rapporterede noget forhold til månefasen, og at de positive undersøgelser var inkonsekvente med hinanden. En gennemgang af yderligere seks undersøgelser fra fem forskellige lande viste ligeledes ingen beviser for en sammenhæng mellem fødselshyppighed og månefase. I 2021 fandt en analyse af 38,7 millioner fødsler i Frankrig over 50 år, med en detaljeret korrektion for fødselsvariationer i forbindelse med helligdage og robuste statistiske metoder til at undgå falske fund i forbindelse med flere tests, et meget lille (+0,4 %), men statistisk signifikant overskud af fødsler på fuldmånedagen og i mindre grad den følgende dag. Sandsynligheden for, at denne stigning skyldes tilfældigheder, er meget lille og ligger i størrelsesordenen én chance ud af 100.000 (p-værdi = 1,5 x 10^5). Troen på, at der er et stort overskud af fødsler på fuldmånedage, er forkert, og det er helt umuligt for en observatør at opdage den lille stigning på +0,4 % på en fødeklinik, selv på en lang tidsskala.

### Blodtab
Det hævdes undertiden, at kirurger plejede at nægte at operere ved fuldmåne på grund af den øgede risiko for, at patienten døde på grund af blodtab. Et hold i Barcelona, Spanien, rapporterede om en svag sammenhæng mellem månefase og hospitalsindlæggelser på grund af .gastrointestinal blødning, men kun når man sammenligner fuldmånedage med alle ikke-fuldmånedage samlet set. Denne metode er blevet kritiseret, og den statistiske betydning af resultaterne forsvinder, hvis man sammenligner dag 29 i månens cyklus (fuldmåne) med dag 9, 12, 13 eller 27 i månens cyklus, som alle har et næsten lige stort antal hospitalsindlæggelser. Det spanske hold erkendte, at den store variation i antallet af indlæggelser i løbet af månens cyklus begrænsede fortolkningen af resultaterne.

### Menneskets adfærd

#### Epilepsi
En undersøgelse af epilepsi viste en signifikant negativ sammenhæng mellem det gennemsnitlige antal epileptiske anfald pr. dag og den del af månen, der er oplyst, men effekten skyldtes den generelle lysstyrke om natten og ikke månens fase i sig selv.

#### Lov og orden
Ledende politifolk i Brighton, Storbritannien, meddelte i juni 2007, at de planlagde at indsætte flere betjente i løbet af sommeren for at imødegå problemer, som de mente var knyttet til månens cyklus. Dette skete efter en undersøgelse foretaget af politiet i Sussex, som konkluderede, at der var en stigning i voldskriminalitet, når månen var fuld. En talskvinde for politiet sagde, at "vores undersøgelser har vist en sammenhæng mellem voldelige hændelser og fuldmåne". En politibetjent, der var ansvarlig for undersøgelsen, fortalte BBC, at "ud fra min erfaring fra 19 år som politibetjent synes vi utvivlsomt at opleve folk med en mærkelig opførsel ved fuldmåne - de er mere hidsige og skændige."
Politiet i Ohio og Kentucky har givet fuldmånen skylden for midlertidig stigninger i kriminaliteten.
I januar 2008 foreslog New Zealands justitsminister Annette King, at en række knivstikkerier i landet kunne være forårsaget af månens cyklus.
En rapporteret sammenhæng mellem månefasen og antallet af drab i Dade County viste sig, gennem senere analyse, ikke at være understøttet af dataene og at have været resultatet af upassende og vildledende statistiske procedurer.

#### Dødsulykker på motorcykel
En undersøgelse af 13.029 motorcykelulykker med dødelig udgang om natten viste, at der var 5,3 % flere dødsulykker på nætter med fuldmåne sammenlignet med andre nætter. Forfatterne formoder, at stigningen kan skyldes visuelle distraktioner skabt af månen, især når den er tæt på horisonten og dukker pludseligt op mellem træer, rundt om sving osv.
Flere undersøgelser har hævdet, at aktiemarkedets gennemsnitlige afkast er meget højere i den halvdel af måneden, der ligger tættest på nymåne, end i den halvdel af månen, der ligger tættest på fuldmåne. Årsagerne hertil er ikke blevet undersøgt, men forfatterne foreslår, at dette kan skyldes månens indflydelse på humøret.  En anden undersøgelse har fundet modstridende resultater og har rejst tvivl om denne påstand. 

#### Metaanalyser
En meta-analyse af 37 studier, der undersøgte sammenhængen mellem månens fire faser og menneskelig adfærd, har ikke vist nogen signifikant korrelation. Forfatterne fandt, at af de 23 undersøgelser, der påstod at påvise en sammenhæng, indeholdt næsten halvdelen mindst én statistisk fejl. Tilsvarende, i en gennemgang af tyve undersøgelser, der undersøgte sammenhænge mellem månefase og selvmord, fandt de fleste af de tyve undersøgelser ingen sammenhæng, og de, der rapporterede positive resultater, var inkonsistente med hinanden. En gennemgang af litteraturen fra 1978 fandt også, at månefaser og menneskelig adfærd ikke er relateret.

### Søvnkvalitet
En undersøgelse fra 2013 af Christian Cajochen og samarbejdspartnere ved universitetet i Basel viste en sammenhæng mellem fuldmåne og menneskers søvnkvalitet. Validiteten af disse resultater kan dog være begrænset på grund af en relativt lille (n=33) stikprøvestørrelse og manglende kontrol for alder og køn. En undersøgelse fra 2014 med større prøvestørrelser (n1=366, n2=29, n3=870) og bedre eksperimentelle kontroller fandt ingen effekt af månefasen på søvnkvalitetsmålinger. En undersøgelse fra 2015 af 795 børn viste en stigning på tre minutter i søvnvarigheden nær fuldmåne, men en undersøgelse fra 2016 af 5.812 børn i 12 lande viste et fald på fem minutter i søvnvarigheden nær fuldmåne. Der blev ikke rapporteret om andre ændringer i adfærd i daglyset, og den ledende forsker konkluderede: "Vores undersøgelse giver overbevisende beviser for, at månen ikke synes at påvirke folks adfærd." En undersøgelse offentliggjort i 2021 af forskere fra University of Washington, Yale University og National University of Quilmes viste en sammenhæng mellem månens cyklusser og søvncyklusser. I dagene før fuldmåne gik folk senere i seng og sov i kortere perioder (i nogle tilfælde med forskelle på op til 90 minutter), selv på steder med fuld adgang til elektrisk lys. Endelig viste en svensk undersøgelse, der omfattede en nat med optagelser af søvn hjemme fra 492 kvinder og 360 mænd, at mænd, hvis søvn blev optaget i løbet af nætter i den voksende periode af månens cyklus, udviste lavere søvneffektivitet og længere tid vågen efter søvnstart sammenlignet med mænd, hvis søvn blev målt i løbet af nætter i den aftagende periode. Kvinders søvn var derimod stort set upåvirket af månens cyklus. Disse resultater var robuste efter justering for kroniske søvnproblemer og obstruktiv søvnapnø.

### Hos dyr
Californiske grunionfisk har et usædvanligt parrings- og gyderitual i forårs- og sommermånederne. Æglægningen finder sted fire nætter i træk, idet den begynder på fuldmånedens og nymånedens nætter, hvor tidevandet er højest. Dette er imidlertid en velkendt reproduktionsstrategi, som er mere relateret til tidevand end til månefase. Den hænger sammen med månefasen, fordi tidevandet er højest, når solen, jorden og månen står på linje med hinanden, dvs. ved nymåne eller fuldmåne.
Der blev fundet en sammenhæng mellem hormonelle ændringer i testiklen og månens periodicitet hos strømlinet rygfod (en type fisk), som gyder synkront omkring det sidste måneskift. Hos orange-plettet rygfod påvirker månens faser niveauet af melatonin i blodet.
Der er kun sparsomme beviser for månens virkning på krybdyr, fugle og pattedyr, men blandt krybdyrene er havleguaner (som lever på Galápagos-øerne), der planlægger deres ture til havet, så de ankommer ved lavvande.
Hos insekter kan månens cyklus påvirke hormonelle ændringer. Honningbiers kropsvægt er højest ved nymåne. Myggen Clunio marinus har et biologisk ur, der er synkroniseret med månen.
Gydning af korallen Platygyra lamellina forekommer om natten i løbet af sommeren på en dato, der er bestemt af månens fase; i Det Røde Hav er dette den tre til fem dage lange periode omkring nymånen i juli og den tilsvarende periode i august. Acropora-koraller tidsmæssigt begrænser deres samtidige frigivelse af sæd og æg til kun en eller to dage om året, efter solnedgang ved fuldmåne.
En studie fra 2016 rapporterede om en sammenhæng mellem månen og køernes fødselsrate.
I 2000 rapporterede en retrospektiv undersøgelse i Det Forenede Kongerige om en sammenhæng mellem fuldmåne og en betydelig stigning i antallet af dyrebid på mennesker. Undersøgelsen viste, at antallet af patienter, der kom på skadestuen med skader som følge af bid fra dyr, steg betydeligt ved fuldmåne i perioden 1997-1999. Undersøgelsen konkluderede, at dyr har en øget tilbøjelighed til at bide mennesker i fuldmåneperioder.

### Hos planter
Der er blevet rejst alvorlig tvivl om påstanden om, at en art af Ephedra synkroniserer sin bestøvningstop med fuldmånen i juli.